# Dune (gra komputerowa)
Dune – komputerowa gra strategiczno-przygodowa, wyprodukowana przez Cryo Interactive i wydana w 1992 roku przez Virgin Games. Jest to pierwsza gra rozgrywająca się w świecie na podstawie powieści Diuna Franka Herberta. Wygląd scenerii i postaci został zaczerpnięty z filmu Davida Lyncha z 1984 roku pod tym samym tytułem.
Gracz wciela się w rolę młodego Paula Atrydy, syna księcia Leta i Jessiki. Głównym zadaniem Paula jest zjednoczenie Fremenów z planety Arrakis i pokonanie wrogiego rodu Harkonnenów.